# Фэр, Лиз
Эли́забет Кларк Фэр (англ. Elizabeth Clark Phair) — американская рок-певица, автор-исполнитель, гитаристка.

## Биография

### Ранние годы
Фэр родилась 17 апреля 1967 года в Нью-Хейвене. Приёмная дочь состоятельных родителей, она выросла в Уиннетке и изучала искусство в Оберлинском колледже, где увлеклась рок-музыкой и познакомилась с гитаристом Крисом Брокоу, с которым переехала в Сан-Франциско по завершении обучения.

### Карьера
Вернувшись в Чикаго, Элизабет начала сочинять песни и выпускать их под псевдонимом Girlysound. В 1992 году она подписала контракт с лейблом Matador Records, выпустившим её дебютный альбом Exile in Guyville летом следующего года. Пластинка, структура которой отсылает к диску The Rolling Stones Exile on Main St., имела успех как у критиков, так и у поклонников альтернативного рока. Возглавив списки лучших альбомов года в журнале Spin и опросе Pazz & Jop, она также смогла попасть в хит-парад Billboard 200 и в 1998 году получила золотой сертификат от RIAA. Позднее, в 2003 году, Exile in Guyville вошёл в число 500 лучших альбомов всех времён по версии Rolling Stone. Ряд независимых рок-музыкантов, в числе которых Стив Альбини, остались недовольны вниманием, уделяемым певице, и начали критиковать её, однако к тому времени Лиз Фэр провела свой первый гастрольный тур и приступила к записи следующего альбома. Два диска, вышедшие в 1990-х, встречали в целом положительные отзывы. В 2003 году она вернулась после пятилетнего перерыва с эпонимическим альбомом, получившим смешанные и отрицательные оценки, как и её последующие работы.

### Личная жизнь
В 1995 году Фэр вышла замуж за Джима Стаскаусаса, киномонтажёра, работавшего над её видеоклипами, и родила от него сына Джеймса Николаса 21 декабря 1996 года.
В 2001 году Фэр и Стаскаусас развелись. 

## Дискография
- Exile in Guyville (1993)
- Whip-Smart (1994)
- Whitechocolatespaceegg (1998)
- Liz Phair (2003)
- Somebody’s Miracle (2005)
- Funstyle (2010)
- Soberish (2021)